# Accident d'un Learjet 35 à Teterboro
Le 15 mai 2017, un Learjet 35, exploité par la compagnie aérienne privée Trans-Pacific Air Charter, s'est écrasé lors de l'approche à l'aéroport de Teterboro, tuant sur le coup les deux pilotes, les seuls personnes présentes à bord. L'avion, qui effectuait un vol de convoyage entre Philadelphie, en Pennsylvanie, et Teterboro, dans le New Jersey, effectuait une approche « circulaire » pour atterrir sur la piste 1, lorsqu'il a décroché et s'est écrasé sur un bâtiment commercial et un parking. 
L'enquête, menée par le Conseil national de la sécurité des transports (NTSB), a déterminé de multiples facteurs ayant conduit à cet accident. Le commandant de bord a permis à son copilote, qui n'était pas suffisamment qualifié, d'être le pilote en fonction (PF), ce qui était en contradiction directe avec les procédures standards de la compagnie. Aucun des deux pilotes n'a effectué un briefing d'approche, ce qui a entraîné une perte de conscience de la situation et un échec à maintenir une altitude appropriée pendant l'approche. 
Lors de cette manœuvre circulaire, qui a été effectuée lors d'une approche non stabilisée et en ne suivant pas les instructions du contrôle aérien pour le guidage, le commandant de bord s'est concentré sur l'alignement de l'avion avec la piste, plutôt que sur les indications dans le poste de pilotage qui montraient que la vitesse de l'avion était trop faible. Cela a entraîné un décrochage aérodynamique à basse altitude, que l'équipage n'a pas pu récupérer à temps.

## Contexte

### Compagnie aérienne
Trans-Pacific Air Charter était une compagnie aérienne charter, appartenant à Ryan Allyn Frost (38 ans) et à son père, Robert Frost, basés à Honolulu. Elle était à l'origine connue sous le nom de Sunquest Executive Air Charter, dont le certificat de transporteur aérien (CTA), émis par la Federal Aviation Administration (FAA), a été révoqué récemment. Frost a ensuite repris la société, a réacquis un CTA et a rebaptisé la société Trans-Pacific Air Charter. L'objectif était d'exploiter des vols charters transpacifiques, avec des Learjets 35 et des Dassault Falcons. Frost était le directeur des opérations, le coordinateur des vols, le responsable de la sécurité et le porte-parole de la compagnie au moment de l'accident.
Trans-Pacific avait un système de classification de ses copilotes, utilisant cinq niveaux différents. Les nouveaux copilotes étaient classés SIC-0, le niveau le plus bas de l'échelle, et ils n'étaient autorisés à agir qu'en tant que pilote surveillant ; seul les copilotes classés SIC-2 ou plus pouvaient agir en tant que pilote en fonction. Frost a adopté cette politique d'un employeur précédent. Les copilotes SIC-0 devaient voler avec un pilote vérificateur pour passer à un SIC-1. Cependant, chez Trans-Pacific, il n'y avait pas de pilote vérificateur qualifié pour piloter le Learjet 35A.

### Avion

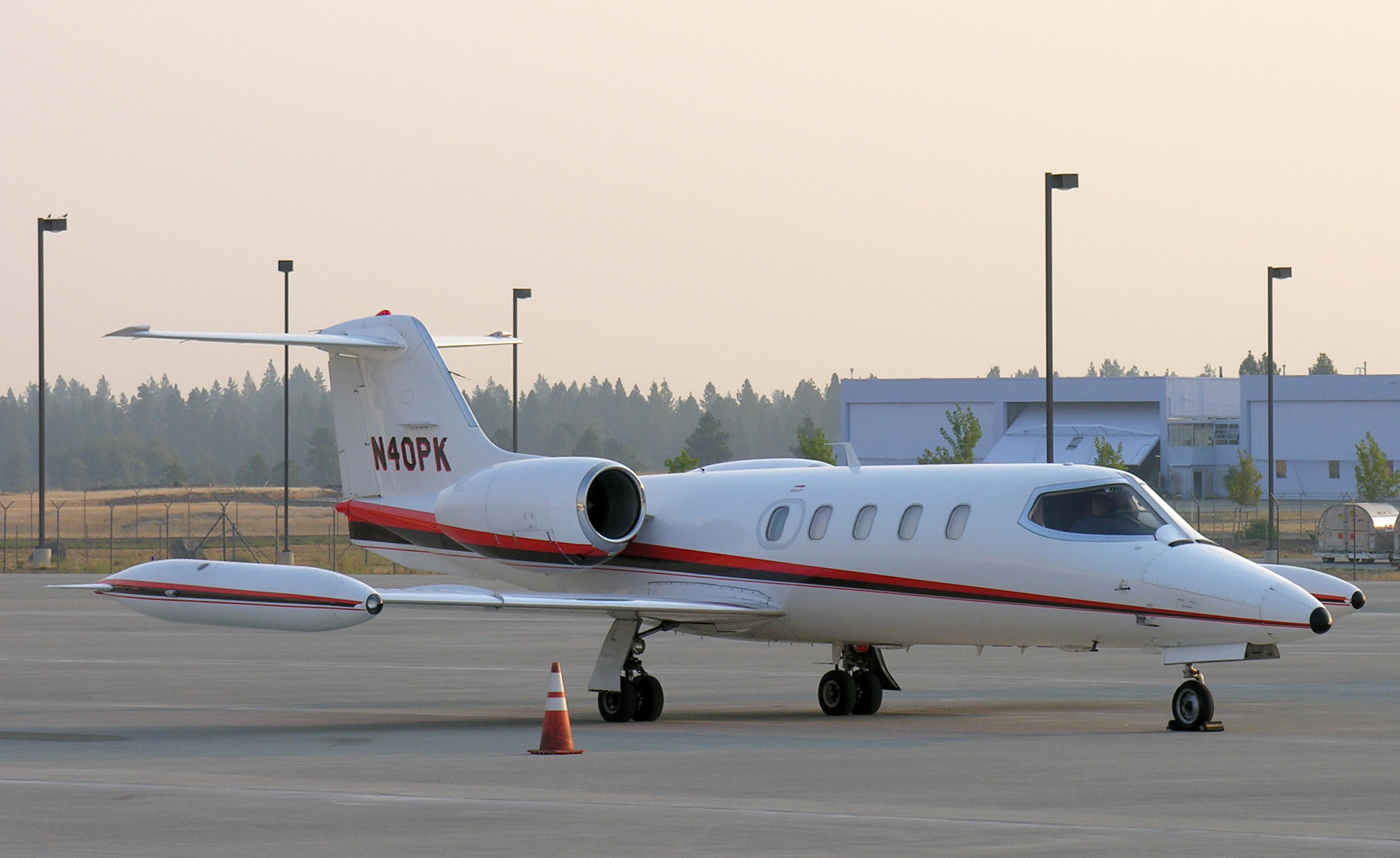
Un Learjet 35A, similaire à celui impliqué dans l'accident.

L'appareil impliqué était un Learjet 35A âgé de 36 ans , immatriculé N452DA (numéro de série 35A-452) et propulsé par deux turboréacteurs Honeywell TFE-731. Il a été fabriquer en 1981 et était immatriculé auprès d'A&C Big Sky Aviation, basée dans le Montana, bien qu'étant exploité par Trans-Pacific Air Charter. 
Cet avion était équipé d'un enregistreur phonique (CVR), mais n'avait pas et n'était pas tenu d'avoir un enregistreur de paramètres (FDR).

### Équipage
Le commandant de bord désigné lors de ce vol était William Eugene Ramsey (53 ans). Il totalisait 6 898 heures de vol, dont 353 heures en tant que commandant de bord sur Learjet 35A. Il a commencé à voler en tant que copilote pour D&D Aviation, basée dans l'Utah, volant alors sur le Learjet 35 et le Beechcraft 400. Il a travaillé dans cette société de mai 2006 à février 2009, mais a été licencié pendant la grande Récession de 2008, en raison d'un « manque de travail ». En novembre 2015, l'entreprise l'a réembauché, mais il n'est resté dans l'entreprise que jusqu'en décembre 2015, à cause d'un échec de renouvellement de son contrat. En octobre 2016, il a effectué un vol de compétence et a pu voler pour Trans-Pacific, en tant que commandant de bord. En février 2017, il a obtenu un nouveau certificat médical et a dû porter des verres correcteurs.
Le copilote désigné était Jeffery Alino (33 ans). Il cumulait 1 167 heures de vol, dont seulement 265 heures sur Learjet 35A. Il avait d'abord travaillé chez MedFlight Air Ambulance, basé au Nouveau-Mexique, en août 2015, mais a quitté l'entreprise six mois plus tard. En septembre 2016, il a été embauché par Trans-Pacific. Au cours d'une séance de formation sur simulateur de vol, le pilote instructeur a noté plusieurs lacunes concernant ses performances, notamment le fait de ne pas savoir comment effectuer les vérifications lors du décollage, de ne pas savoir comment démarrer les moteurs, et de faire s'écraser son avion au décollage ou pendant l'approche finale, en raison de réglages incorrects du directeur de vol. Il a été classé comme « pas encore compétent » et classé SIC-0.

## Déroulement du vol
Le Learjet 35A, immatriculé N452DA, devait effectuer trois vols le jour de l'accident. Le premier vol décollait de l'aéroport de Teterboro, dans le New Jersey, et était à destination de l'aéroport régional Hanscom Field (en), à Bedford, dans le Massachusetts. Le deuxième vol décollait de Hanscom Field pour se rendre à l'aéroport international de Philadelphie, en Pennsylvanie, avec trois passagers à bord. Lees passagers devait ensuite continuer à bord du même avion pour son troisième vol, entre Philadelphie et Teterboro, mais après que l'avion ait fait un dérapage brutal lors de l'atterrissage, ils ont décidé de se rendre à Teterboro en voiture plutôt que de reprendre l'avion. Les pilotes n'étaient donc pas obligés de se rendre à Teterboro, mais ont décidé de séjourner dans un hôtel à New York plutôt que de rester à Philadelphie.
L'aéroport de Teterboro possède deux pistes, la 1/19 et la 6/24. Dans des conditions de vent normales, les avions voleraient face au vent et atterriraient sur la piste 6. Le 15 mai, cependant, le vent soufflait du nord-ouest, ce qui a créé des conditions favorables pour un atterrissage sur la piste 1. En raison de la présence d'autres aéroports internationaux sur la trajectoire de la piste 1, les avions qui prévoyaient d'atterrir sur cette piste devaient effectuer une approche dite « circulaire » (Circle-to-Land). Cette approche implique l'utilisation du signal du système d'atterrissage aux instruments (ILS) pour la piste 6, puis d'effectuer un virage à droite par rapport au MetLife Stadium pour finalement s'aligner sur la piste 1.

### Accident

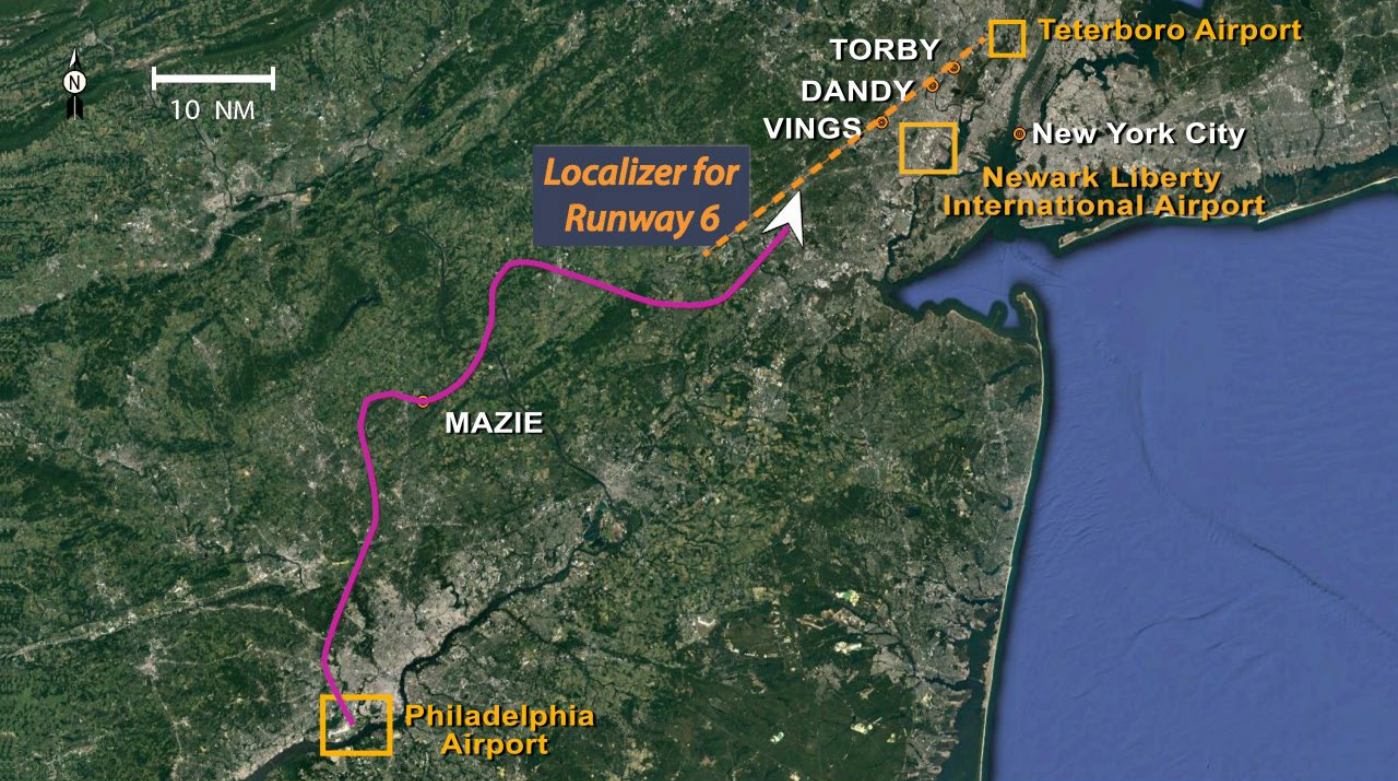
Carte représentant la trajectoire de vol du Learjet 35 impliqué (N452DA), avec divers points de cheminement, jusqu'à l'aéroport de Teterboro.

Le commandant Ramsey a déposé un plan de vol aux instruments (IFR) de Philadelphie à Teterboro à 14 h 15, avec un temps de vol prévu de 28 min et une altitude de croisière de 27 000 pieds (8 200 m). Cette altitude prévue a été jugée inappropriée pour un vol aussi court. De plus, c'était la seule préparation préalable au vol effectuée par l'un ou l'autre des pilotes, car le briefing météo avait été effectué avant le premier vol de la journée. 
À 14 h 33, l'équipage a contacté le service d'autorisation du contrôle de la circulation aérienne (ATC) pour Philadelphie, qui a donné l'autorisation prescrite pour le vol, à l'exception de l'altitude prévue, le contrôleur donnant à l'équipage une altitude de 4 000 pieds (1 200 m) 10 minutes après le départ. À 15 h 00, le commandant Ramsey a dit au copilote Alino qu'il lui donner le contrôle de l'avion pour ce vol. Le copilote étant classé SIC-0, il n'était pas autorisé à être le pilote aux commandes, et le fait que le commandant lui ait confié les commandes constituait une violation des procédures opérationnelles standards (SOP). Quatre minutes plus tard, le Learjet a été autorisé à décoller ; il a franchi 2 000 pieds (610 m) en toute sécurité et a contacté le contrôle d'approche de Philadelphie peu de temps après, où il a été autorisé à monter et à se stabiliser à 4 000 pieds (1 200 m).
À 15 h 06, l'ATC a autorisé l'avion à prendre un raccourci vers le point de cheminement « MAZIE ». Peu de temps après, le commandant a demandé au copilote de contrôler les paramètres de vol, notamment l'altitude et la vitesse. Il lui demande notamment de maintenir la vitesse en dessous de 250 nœuds (463 km/h), qui correspond à la limite pour les avions volant en dessous de 10 000 pieds (3 000 m). Cependant, ils ont dépassé cette vitesse, et lorsque l'ATC a demandé : « N452DA, quelle est votre vitesse ? », le commandant a admis qu'ils volaient à 260 nœuds (481 km/h) et qu'ils avaient dépassé la limitation de vitesse.

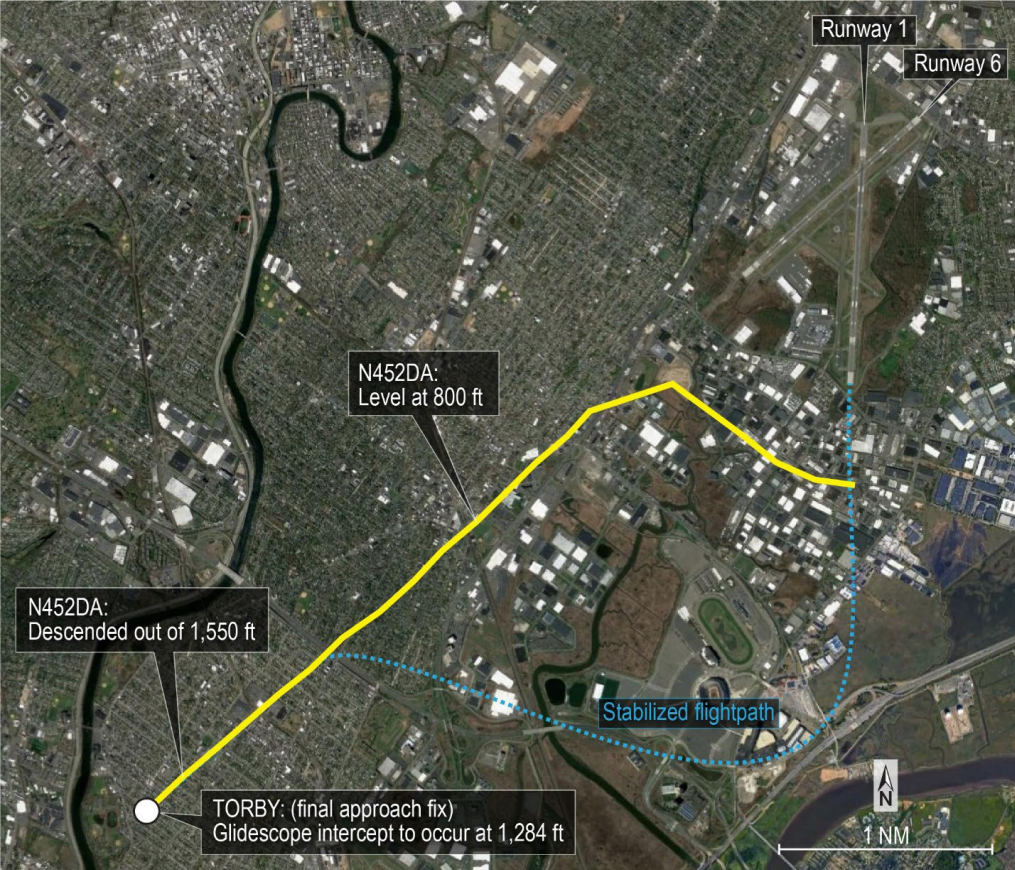
La trajectoire d'approche du Learjet 35, comparée à la trajectoire d'approche standard pour la piste 1 à Teterboro.

L'équipage a contacté le contrôle d'approche de New York à 15 h 14, où il a reçu l'instruction de s'aligner avec l'ILS pour la piste 6 pour ensuite effectuer un demi-cercle afin d'atterrir sur la piste 1. Après avoir demandé à l'ATC de répéter le calage altimétrique, le commandant Ramsey a exprimé son choc et sa confusion au sujet des instructions de l'ATC qui leur ont été données. Une minute plus tard, il a réalisé que la véritable distance jusqu'à l'aéroport n'était que de 48 milles marins (89 km), alors qu'il se croyait à "des centaines de kilomètres" de Teterboro. Il a alors dit "Nous serons là dans dix minutes. Je dois obtenir l'ATIS. Je n'avais pas réalisé que nous étions si près". L'équipage s'est connecté à la fréquence de l'ATIS, mais l'a ensuite désactivée après avoir seulement pris connaissance du réglage de l'altimètre.
À 15 h 19, l'ATC a demandé à l'équipage de voler sur un cap à 90° pour intercepter le localizer (LOC) de la piste 6. L'avion a viré sur ce cap, mais a dépassé le LOC à 15 h 20. Peu après, le copilote Alino a signalé au commandant de bord qu'il avait la piste en vue. Cependant, il regardait l'aéroport international Liberty de Newark et non celui de Teterboro. L'ATC a rappelé à l'équipage d'intercepter le LOC, ce que le commandant Ramsey a reconnu. Cependant, dans le cockpit, lui et le copilote ont exprimé leur confusion quant à l'endroit où se trouvait réellement Teterboro. En une minute, ils ont réalisé qu'ils voyaient Newark plutôt que Teterboro, avec le commentaire du copilote : « Oui, c'était Newark. C'était Newark. Je pensais que c'était Teterboro ». Après avoir correctement intercepté le LOC de la piste 6, le commandant a continué à lui expliquer comment gérer les manettes de puissance des moteurs et la vitesse de l'appareil.
Lors de la configuration du système de gestion de vol (FMS), l'ATC a demandé à l'équipage de voler vers « VINGS », un point de cheminement situé sur la trajectoire du LOC pour la piste 6. Le commandant de bord a entré VINGS dans le FMS et pendant qu'il le faisait, le copilote a essayé de dire au commandant de bord de prendre les commandes à sa place, mais aucune passation de commandes n'a alors eu lieu. L'ATC a alors demandé à l'équipage de ralentir à 180 nœuds (333 km/h), au lieu de 240 nœuds (444 km/h), et de descendre à 15 h 23. Bien que l'équipage ait ralenti l'avion, il n'est pas descendu et, par conséquent, il est resté au-dessus de la pente de descente.
À 15 h 26, l'ATC a donné trois instructions à l'équipage de vol du Learjet : contacter la tour de contrôle de Teterboro, passer par le point de cheminement « DANDY » à 1 500 pieds (460 m) et commencer la manœuvre circulaire au point de cheminement « TORBY ». Le commandant Ramsey a pris acte de ces instructions mais n'a respecté aucune d'entre elles. Il n'a pas demandé au copilote Alino de faire descendre l'avion à 1 500 pieds (460 m) et ils ont continué à voler à 2 050 pieds (620 m). 
Une fois qu'ils ont dépassé DANDY, le pilote automatique n'a pas réussi à capter le signal du glide path, car leur altitude était trop élevée. Après avoir dépassé DANDY, le commandant a dit à son copilote de suivre la trajectoire de descente, mais de ne pas descendre en dessous de 1 500 pieds (460 m) ; c'était au-dessus de la hauteur d'approche de 1 300 pieds (400 m) requise pour le trajet entre DANDY et TORBY, donc l'avion est resté au-dessus de la pente de descente. 
L'équipage n'a contacté la tour de contrôle de Teterboro qu'après avoir été rappelé de le faire à nouveau par l'ATC. L'avion a dépassé TORBY à 1 500 pieds (460 m) et, au lieu de commencer la manœuvre d'atterrissage circulaire, il a continué à voler en ligne droite vers la piste 6. À 15 h 29, alors qu'il descendait à 700 pieds (210 m), l'ATC a demandé à l'équipage : « Vous allez commencer le virage ? ». Bien qu'il ne soit qu'à 1 mille marin (1 852 m) du début de la piste 6, donc trop près pour commencer et terminer la manœuvre d'atterrissage en toute sécurité, le commandant Ramsey a simplement répondu : « Oui, monsieur, nous le faisons maintenant ».

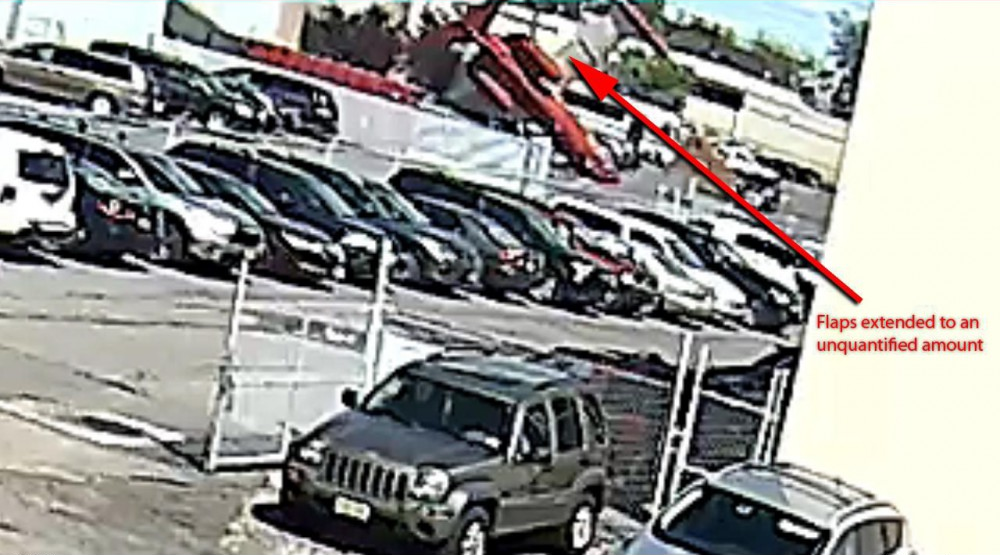
Image, prise par une caméra de sécurité, montrant le Learjet 35 juste avant l'impact au sol.

Le commandant ordonna au copilote Alino d'amorcer un virage à droite dans le cadre de la manœuvre d'atterrissage circulaire, au cours de laquelle l'avion descendit de 200 m à 110 m d'altitude. Le copilote essaya de dire au commandant de bord de prendre les commandes pendant le virage, mais le commandant de bord ne répondit pas. Peu après, à 15 h 29 min 18 s, l'avertisseur de proximité du sol amélioré (EGPWS) émit une alerte sonore concernant l'altitude et le taux de descente de l'avion. 
Le copilote céda ensuite le contrôle de l'appareil au commandant Ramsey, qui accepta et reprit les commandes. Il dit à son copilote de surveiller la vitesse, qui diminue lorsque l'avion entame le virage à gauche. Lorsque le roulis de l'avion augmenta, les ailes commencèrent à produire moins de portance et la vitesse de l'avion commença à diminuer. Le copilote annonça « Vref », indiquant que la vitesse de l'avion tombait en dessous de la vitesse minimale d'approche. À ce moment-là, le roulis avait augmenté jusqu'à 35° vers la droite et la vitesse était tombée à 111 nœuds (205 km/h). Le commandant a annoncé « décrochage », auquel le copilote a répondu « ouais ». L'EGPWS a de nouveau émis un alerte concernant le taux de descente, alors que l'aile droite a décroché. 
Le Learjet 35 est passé sur le dos, alors qu'il prenait rapidement du roulis vers la droite. L'extrémité de son aile droite a heurté le toit d'un bâtiment commercial, suivi peu après par le crash de l'appareil dans un parking à proximité. L'appareil a laissé une trainée de débris d'une longueur de 315 pieds (96 m), située à 800 m au sud de la piste 1, qui a endommagé ou détruit trois bâtiments et seize véhicules sur le parking. Les deux pilotes sont morts sur le coup lors de l'impact au sol.

## Enquête
L'enquête sur cet accident a été menée par le Conseil national de la sécurité des transports (NTSB).
À plusieurs reprises au cours du vol, le commandant Ramsey a conseillé au copilote Alino de maintenir ses compétences de base en vol. Cette tâche, qui n'était pas standard et contraire à la politique de Trans-Pacific, a dégradé la perception de la situation du commandant de bord par rapport au vol. Cela s'est manifesté par le manque de connaissance du commandant de bord concernant leur destination (Teterboro) ; son choix avant le décollage d'une altitude de croisière de 27 000 pieds (8 200 m), qui a été jugé inapproprié pour un vol de seulement 28 min, et son incapacité à remarquer la distance réelle de l'avion par rapport à l'aéroport de Teterboro pendant le vol en sont des exemples.
Le NTSB a également souligné l'échec de l'équipage à effectuer des briefings pré-vol appropriés. La politique de Trans-Pacific exigeait que le commandant de bord inclue l'itinéraire prévu, les aides à la navigation, le briefing d'approche et la météo au cours du vo dans un briefing pré-vol, à effectuer avant chaque vol. Cependant, la seule preuve d'une planification pré-vol était le vol IFR planifié déposé par le commandant Ramsey avant le vol. Ce manque de planification appropriée a contribué aux erreurs commises par les pilotes en vol. La confusion de l'équipage à l'idée de se voir donner une approche circulaire pour atterrir et son incapacité à clarifier cette instruction avec le contrôleur aérien auraient probablement été évités s'ils avaient effectué un briefing pré-vol approprié. Ces erreurs ont entraîné l'échec de l'équipage à rester sur la bonne trajectoire d'approche pendant la descente.
Au cours de la manœuvre circulaire, les pilotes n'ont pas tenu compte de plusieurs alarmes de l'EGPWS et de l'indicateur d'angle d'attaque (AOA), dans le poste de pilotage. S'ils les avaient écouté, ils auraient réalisé que leur approche était instable et auraient effectué une remise de gaz. Après que le copilote ait transféré avec succès les commandes au commandant de bord, ce dernier s'est concentré sur l'alignement visuel de l'avion par rapport à la piste, a ignoré les alertes de l'EGPWS et du copilote et n'a pas regardé l'indicateur AOA. Le NTSB a conclu que sa concentration excessive sur la tentative d'alignement de l'avion avec la piste l'a distrait du fait de maintenir la vitesse de l'avion stable, ce qui a entraîné le décrochage à basse altitude de l'avion.
Le manque de respect des procédures opérationnelles standard (SOP) par les pilotes a également été abordé dans le rapport final. Commentant trois autres accidents survenus entre 2014 et 2018 qui impliquaient également des violations des procédures standards, le NTSB a démontré que Trans-Pacific, ainsi que les compagnies aériennes régionales et charters en général, ne disposaient pas des ressources appropriées pour surveiller et détecter les pilotes présentant des lacunes. L'absence d'une méthode de surveillance des données de vol (en) (FDM) a été soulignée comme une raison de l'échec de Trans-Pacific à surveiller correctement les performances du commandant Ramsey et du copilote Alino. Au moment de l'accident, Trans-Pacific n'avait pas de FDM, ni de programmes de sécurité formels pour signaler les mauvaises performances de ses pilotes. L'absence de pilote vérificateur sur le Learjet 35A a contribué à ces mauvaises performances, comme celles du copilote sur ce vol, car il n'y avait aucune méthode viable pour que les SIC-0 acquièrent de l'expérience en vol. De plus, le manque de surveillance de Trans-Pacific par la Federal Aviation Administration (FAA) n'a pas permis de détecter le non-respect des procédures standards par leurs pilotes.

### Rapport final
Dans son rapport final, le NTSB a déterminé que la cause probable de l'accident était la tentative du commandant de bord de sauver une approche à vue non stabilisée, qui a entraîné un décrochage aérodynamique à basse altitude. La décision du commandant de bord d'autoriser un copilote non agréé à agir en tant que pilote en fonction, la planification du vol inadéquate et incomplète du commandant de bord et l'absence de briefing d'approche effectuer par l'équipage ont également contribué à l'accident. 
L'absence de programmes de sécurité de Trans-Pacific, qui auraient permis à la compagnie d'identifier et de corriger les mauvaises performances et la non-conformité des pilotes aux procédures standards, ainsi que les procédures inefficaces de la FAA, qui n'ont pas permis d'identifier les lacunes concernant la surveillance de la compagnie aérienne, ont également contribué à l'accident.